# Enrique Belloch López
Enrique Belloch López (València, 1946) és un director de cinema i de teatre, guionista i empresari espanyol.

## Biografia
Encara que el seu pare era un empresari de la fusta, tant ell com la seva germana (l'actriu Carmen) es van decantar pel món de la interpretació. Va realitzar algunes actuacions en teatre (sobretot com a ballarí) però aviat va començar a exercir altres treballs del món de la interpretació des d'una altra perspectiva. En 1973, s'estrena com a productor de teatre independent amb l'obra Los leones de Lauro Olmo.
En 1979, fa el salt a la producció cinematogràfica amb el film  Tres en raya de Francisco Romá Olcina. Tres anys després, després de fer alguns curts, debutaria com a director en realitzar Pestañas postizas, escrit per ell mateix i protagonitzada per la seva germana Carmen i que seria un dels primers papers principals de Antonio Banderas. El film va ser presentat en la secció de Nous Realitzadors del Festival de Sant Sebastià.
A partir d'aquest moment, va diversificar els seus treballs en la cultura. D'una banda, en el món del teatre, va produir, va dirigir (i en alguns casos va interpretar) nombroses produccions teatrals com La gallina ciega, Ultima batalla en el Pardo, Isabel tiene ángel, Curvas o Bumerang. Al cinema, va dirigir Solo es una noche (1994) o el documental La Margot (2016) o va fer d'actor protagonista a El artificio de José Enrique March el 2011.
A part d'això, és gerent de l'empresa de doblatge "Doble Banda" i de la TAV Teatradiovisual Produccions.

## Filmografia
Com a director
- Aniversario de boda (curt) (codirigit amb Francisco Romá Olcina
- Pestañas postizas (1982)
- Alta peluquería
- Solo es una noche (1994)
- Historias de unos cuantos (documental)
- La Margot (documental) (2016)

Com a productor
- Pacient 33 de Sílvia Quer (2007)
- Villa Bresquilla

Com a actor
- El artificio de José Enrique March (2011)